# Belozersk
Belozersk (en russe : Белозе́рск) est une ville de l'oblast de Vologda, en Russie, et le centre administratif du raïon de Belozersk. Sa population s'élevait à 9 481 habitants en 2013.

## Géographie
Belozersk est située sur la rive méridionale du lac Beloïe, qui lui a donné son nom. Elle se trouve à 148 km au nord-ouest de Vologda.

## Histoire

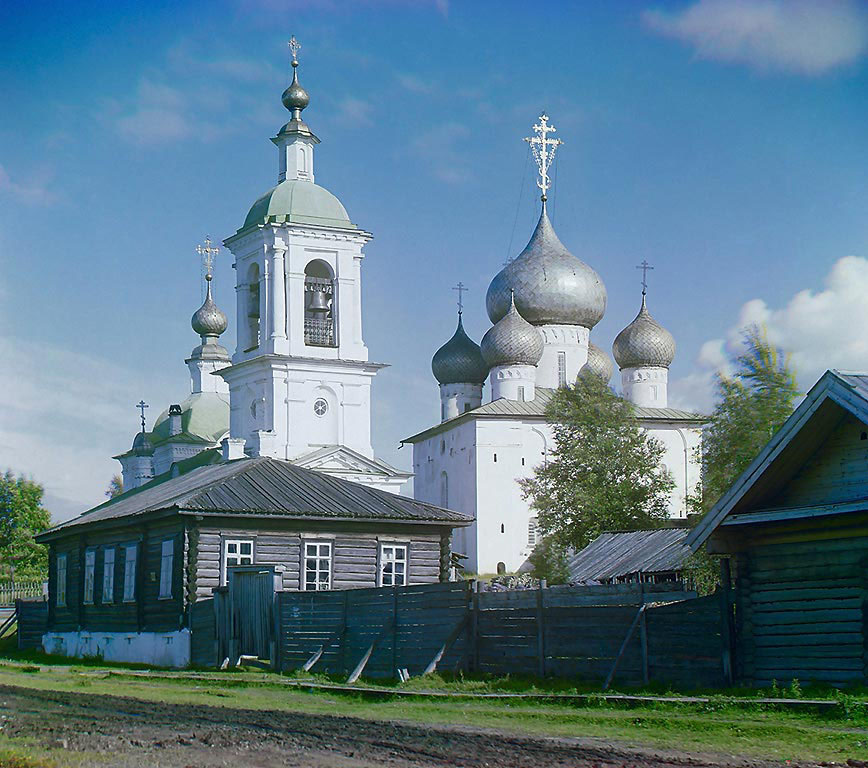
Cathédrale de Belozersk, photographie prise par Sergueï Prokoudine-Gorski en 1909

Jusqu'en 1777, la localité était connue sous le nom de Beloozero (Белоо́зеро), littéralement « Lac blanc » ; elle était effectivement située sur la rive sud du lac Beloïe, qui lui donna son nom.
La première mention de Belozersk dans les archives remonte à l'année 862. Belozersk était la cinquième ville russe après Staraïa Ladoga, Novgorod, Polotsk et Rostov. La localité fut déplacée à plusieurs reprises d'un point à un autre sur les rives du lac Beloïe.
Au XIe siècle encore, la région était surtout peuplée par des tribus finno-ougriennes qui résistèrent férocement aux tentatives de christianisation, alors que la colonisation slave du nord-est de la Russie se poursuivait. En 1071, les prêtres païens locaux se révoltèrent, mais furent battus par le chef militaire kievien Ian Vychatitch. La Première Chronique rapporte que les corps des prêtres morts furent suspendus à un chêne jusqu'à ce qu'ils soient déchirés par un ours, animal sacré pour les païens.
Beloozero fut la capitale d'une petite principauté entre 1238 et 1370. Ses monuments médiévaux comprennent l'église de l'Assomption (1552) et la cathédrale du Sauveur (1668). L'église en bois consacrée à Saint-Elias fut construite en 1690. Plusieurs monastères existent dans les environs, tels que le monastère de Kirillo-Belozersky et le monastère de Ferapontov.

## Population
Recensements (*) ou estimations de la population
| 1856  | 1897* | 1926* | 1939*  | 1959*  | 1970*  |
| ----- | ----- | ----- | ------ | ------ | ------ |
| 4 100 | 5 015 | 6 973 | 10 300 | 10 375 | 12 097 |

| 1979*  | 1989*  | 2002*  | 2010* | 2012  | 2013  |
| ------ | ------ | ------ | ----- | ----- | ----- |
| 12 256 | 12 352 | 10 975 | 9 616 | 9 544 | 9 481 |